# Structure pyramidale des ligues de football en Belgique
La Structure pyramidale des ligues de football en Belgique est une série de Structure pyramidale des ligues pour le football en Belgique.

## Structure masculine

### Depuis 2016-2017
Le système de ligue a subi une restructuration qui a été approuvée par la Fédération royale belge de football. Une étape importante a été l’introduction d’un cinquième niveau national pour la première fois. Sa mise en œuvre est entrée en vigueur à partir de la saison 2016-2017. En raison de la pandémie de Covid-19, la première division A belge est passée temporairement de 16 à 18 équipes, avec l’intention de revenir à 16.
|   | Ligues professionnelles | | | | | | | | | | | |
| 1 | Jupiler Pro League 16 clubs – 2 relégations directes + 1 barrage de relégation | Jupiler Pro League 16 clubs – 2 relégations directes + 1 barrage de relégation | Jupiler Pro League 16 clubs – 2 relégations directes + 1 barrage de relégation | Jupiler Pro League 16 clubs – 2 relégations directes + 1 barrage de relégation | Jupiler Pro League 16 clubs – 2 relégations directes + 1 barrage de relégation | Jupiler Pro League 16 clubs – 2 relégations directes + 1 barrage de relégation | Jupiler Pro League 16 clubs – 2 relégations directes + 1 barrage de relégation | Jupiler Pro League 16 clubs – 2 relégations directes + 1 barrage de relégation | Jupiler Pro League 16 clubs – 2 relégations directes + 1 barrage de relégation | Jupiler Pro League 16 clubs – 2 relégations directes + 1 barrage de relégation | Jupiler Pro League 16 clubs – 2 relégations directes + 1 barrage de relégation | Jupiler Pro League 16 clubs – 2 relégations directes + 1 barrage de relégation |
| 2 | Challenger Pro League 16 clubs dont 4 clubs U23 – 2 promotions directes + 1 barrage de promotion + 2 relégations directes | Challenger Pro League 16 clubs dont 4 clubs U23 – 2 promotions directes + 1 barrage de promotion + 2 relégations directes | Challenger Pro League 16 clubs dont 4 clubs U23 – 2 promotions directes + 1 barrage de promotion + 2 relégations directes | Challenger Pro League 16 clubs dont 4 clubs U23 – 2 promotions directes + 1 barrage de promotion + 2 relégations directes | Challenger Pro League 16 clubs dont 4 clubs U23 – 2 promotions directes + 1 barrage de promotion + 2 relégations directes | Challenger Pro League 16 clubs dont 4 clubs U23 – 2 promotions directes + 1 barrage de promotion + 2 relégations directes | Challenger Pro League 16 clubs dont 4 clubs U23 – 2 promotions directes + 1 barrage de promotion + 2 relégations directes | Challenger Pro League 16 clubs dont 4 clubs U23 – 2 promotions directes + 1 barrage de promotion + 2 relégations directes | Challenger Pro League 16 clubs dont 4 clubs U23 – 2 promotions directes + 1 barrage de promotion + 2 relégations directes | Challenger Pro League 16 clubs dont 4 clubs U23 – 2 promotions directes + 1 barrage de promotion + 2 relégations directes | Challenger Pro League 16 clubs dont 4 clubs U23 – 2 promotions directes + 1 barrage de promotion + 2 relégations directes | Challenger Pro League 16 clubs dont 4 clubs U23 – 2 promotions directes + 1 barrage de promotion + 2 relégations directes |
|   | Ligues semi-/non-professionnelles | | | | | | | | | | | |
| 3 | Nationale 1 VV 16 clubs 1 promotion directe, 2 relégations directes | Nationale 1 ACFF 16 clubs 1 promotion directe, 2 relégations directes | | | | | | | | | | |
| 4 | Division 2acff 54 clubs divisés en 3 séries de 18 – 3 promotions, 7 relégations + 1 barrage de relégation | Division 2acff 54 clubs divisés en 3 séries de 18 – 3 promotions, 7 relégations + 1 barrage de relégation | Division 2acff 54 clubs divisés en 3 séries de 18 – 3 promotions, 7 relégations + 1 barrage de relégation | Division 2acff 54 clubs divisés en 3 séries de 18 – 3 promotions, 7 relégations + 1 barrage de relégation | Division 2acff 54 clubs divisés en 3 séries de 18 – 3 promotions, 7 relégations + 1 barrage de relégation | Division 2acff 54 clubs divisés en 3 séries de 18 – 3 promotions, 7 relégations + 1 barrage de relégation | Division 2acff 54 clubs divisés en 3 séries de 18 – 3 promotions, 7 relégations + 1 barrage de relégation | Division 2acff 54 clubs divisés en 3 séries de 18 – 3 promotions, 7 relégations + 1 barrage de relégation | Division 2acff 54 clubs divisés en 3 séries de 18 – 3 promotions, 7 relégations + 1 barrage de relégation | Division 2acff 54 clubs divisés en 3 séries de 18 – 3 promotions, 7 relégations + 1 barrage de relégation | Division 2acff 54 clubs divisés en 3 séries de 18 – 3 promotions, 7 relégations + 1 barrage de relégation | Division 2acff 54 clubs divisés en 3 séries de 18 – 3 promotions, 7 relégations + 1 barrage de relégation |
| 5 | Division 3acff 64 clubs divisés en 4 séries de 16 – 4 promotions + 2 barrages de promotion, 12 relégations + 2 barrages de relégation | Division 3acff 64 clubs divisés en 4 séries de 16 – 4 promotions + 2 barrages de promotion, 12 relégations + 2 barrages de relégation | Division 3acff 64 clubs divisés en 4 séries de 16 – 4 promotions + 2 barrages de promotion, 12 relégations + 2 barrages de relégation | Division 3acff 64 clubs divisés en 4 séries de 16 – 4 promotions + 2 barrages de promotion, 12 relégations + 2 barrages de relégation | Division 3acff 64 clubs divisés en 4 séries de 16 – 4 promotions + 2 barrages de promotion, 12 relégations + 2 barrages de relégation | Division 3acff 64 clubs divisés en 4 séries de 16 – 4 promotions + 2 barrages de promotion, 12 relégations + 2 barrages de relégation | Division 3acff 64 clubs divisés en 4 séries de 16 – 4 promotions + 2 barrages de promotion, 12 relégations + 2 barrages de relégation | Division 3acff 64 clubs divisés en 4 séries de 16 – 4 promotions + 2 barrages de promotion, 12 relégations + 2 barrages de relégation | Division 3acff 64 clubs divisés en 4 séries de 16 – 4 promotions + 2 barrages de promotion, 12 relégations + 2 barrages de relégation | Division 3acff 64 clubs divisés en 4 séries de 16 – 4 promotions + 2 barrages de promotion, 12 relégations + 2 barrages de relégation | Division 3acff 64 clubs divisés en 4 séries de 16 – 4 promotions + 2 barrages de promotion, 12 relégations + 2 barrages de relégation | Division 3acff 64 clubs divisés en 4 séries de 16 – 4 promotions + 2 barrages de promotion, 12 relégations + 2 barrages de relégation |
|   | Ligue amateure | | | | | | | | | | | |
| 6 | (Toutes les divisions fonctionnent en parallèle) Séries provinciales du championnat de Belgique de football Provinciale Anvers – 16 clubs Provinciale Brabant Flamand – 16 clubs Provinciale Brabant Wallon – 16 clubs Provinciale Hainaut – 16 clubs Provinciale Liège – 16 clubs Provinciale Limbourg – 16 clubs Provinciale Luxembourg – 14 clubs Provinciale Namur – 16 clubs Provinciale Flandre-Orientale – 16 clubs Provinciale Flandre-Occidentale – 16 clubs | (Toutes les divisions fonctionnent en parallèle) Séries provinciales du championnat de Belgique de football Provinciale Anvers – 16 clubs Provinciale Brabant Flamand – 16 clubs Provinciale Brabant Wallon – 16 clubs Provinciale Hainaut – 16 clubs Provinciale Liège – 16 clubs Provinciale Limbourg – 16 clubs Provinciale Luxembourg – 14 clubs Provinciale Namur – 16 clubs Provinciale Flandre-Orientale – 16 clubs Provinciale Flandre-Occidentale – 16 clubs | (Toutes les divisions fonctionnent en parallèle) Séries provinciales du championnat de Belgique de football Provinciale Anvers – 16 clubs Provinciale Brabant Flamand – 16 clubs Provinciale Brabant Wallon – 16 clubs Provinciale Hainaut – 16 clubs Provinciale Liège – 16 clubs Provinciale Limbourg – 16 clubs Provinciale Luxembourg – 14 clubs Provinciale Namur – 16 clubs Provinciale Flandre-Orientale – 16 clubs Provinciale Flandre-Occidentale – 16 clubs | (Toutes les divisions fonctionnent en parallèle) Séries provinciales du championnat de Belgique de football Provinciale Anvers – 16 clubs Provinciale Brabant Flamand – 16 clubs Provinciale Brabant Wallon – 16 clubs Provinciale Hainaut – 16 clubs Provinciale Liège – 16 clubs Provinciale Limbourg – 16 clubs Provinciale Luxembourg – 14 clubs Provinciale Namur – 16 clubs Provinciale Flandre-Orientale – 16 clubs Provinciale Flandre-Occidentale – 16 clubs | (Toutes les divisions fonctionnent en parallèle) Séries provinciales du championnat de Belgique de football Provinciale Anvers – 16 clubs Provinciale Brabant Flamand – 16 clubs Provinciale Brabant Wallon – 16 clubs Provinciale Hainaut – 16 clubs Provinciale Liège – 16 clubs Provinciale Limbourg – 16 clubs Provinciale Luxembourg – 14 clubs Provinciale Namur – 16 clubs Provinciale Flandre-Orientale – 16 clubs Provinciale Flandre-Occidentale – 16 clubs | (Toutes les divisions fonctionnent en parallèle) Séries provinciales du championnat de Belgique de football Provinciale Anvers – 16 clubs Provinciale Brabant Flamand – 16 clubs Provinciale Brabant Wallon – 16 clubs Provinciale Hainaut – 16 clubs Provinciale Liège – 16 clubs Provinciale Limbourg – 16 clubs Provinciale Luxembourg – 14 clubs Provinciale Namur – 16 clubs Provinciale Flandre-Orientale – 16 clubs Provinciale Flandre-Occidentale – 16 clubs | (Toutes les divisions fonctionnent en parallèle) Séries provinciales du championnat de Belgique de football Provinciale Anvers – 16 clubs Provinciale Brabant Flamand – 16 clubs Provinciale Brabant Wallon – 16 clubs Provinciale Hainaut – 16 clubs Provinciale Liège – 16 clubs Provinciale Limbourg – 16 clubs Provinciale Luxembourg – 14 clubs Provinciale Namur – 16 clubs Provinciale Flandre-Orientale – 16 clubs Provinciale Flandre-Occidentale – 16 clubs | (Toutes les divisions fonctionnent en parallèle) Séries provinciales du championnat de Belgique de football Provinciale Anvers – 16 clubs Provinciale Brabant Flamand – 16 clubs Provinciale Brabant Wallon – 16 clubs Provinciale Hainaut – 16 clubs Provinciale Liège – 16 clubs Provinciale Limbourg – 16 clubs Provinciale Luxembourg – 14 clubs Provinciale Namur – 16 clubs Provinciale Flandre-Orientale – 16 clubs Provinciale Flandre-Occidentale – 16 clubs | (Toutes les divisions fonctionnent en parallèle) Séries provinciales du championnat de Belgique de football Provinciale Anvers – 16 clubs Provinciale Brabant Flamand – 16 clubs Provinciale Brabant Wallon – 16 clubs Provinciale Hainaut – 16 clubs Provinciale Liège – 16 clubs Provinciale Limbourg – 16 clubs Provinciale Luxembourg – 14 clubs Provinciale Namur – 16 clubs Provinciale Flandre-Orientale – 16 clubs Provinciale Flandre-Occidentale – 16 clubs | (Toutes les divisions fonctionnent en parallèle) Séries provinciales du championnat de Belgique de football Provinciale Anvers – 16 clubs Provinciale Brabant Flamand – 16 clubs Provinciale Brabant Wallon – 16 clubs Provinciale Hainaut – 16 clubs Provinciale Liège – 16 clubs Provinciale Limbourg – 16 clubs Provinciale Luxembourg – 14 clubs Provinciale Namur – 16 clubs Provinciale Flandre-Orientale – 16 clubs Provinciale Flandre-Occidentale – 16 clubs | (Toutes les divisions fonctionnent en parallèle) Séries provinciales du championnat de Belgique de football Provinciale Anvers – 16 clubs Provinciale Brabant Flamand – 16 clubs Provinciale Brabant Wallon – 16 clubs Provinciale Hainaut – 16 clubs Provinciale Liège – 16 clubs Provinciale Limbourg – 16 clubs Provinciale Luxembourg – 14 clubs Provinciale Namur – 16 clubs Provinciale Flandre-Orientale – 16 clubs Provinciale Flandre-Occidentale – 16 clubs | (Toutes les divisions fonctionnent en parallèle) Séries provinciales du championnat de Belgique de football Provinciale Anvers – 16 clubs Provinciale Brabant Flamand – 16 clubs Provinciale Brabant Wallon – 16 clubs Provinciale Hainaut – 16 clubs Provinciale Liège – 16 clubs Provinciale Limbourg – 16 clubs Provinciale Luxembourg – 14 clubs Provinciale Namur – 16 clubs Provinciale Flandre-Orientale – 16 clubs Provinciale Flandre-Occidentale – 16 clubs |

### De 1952-1953 à 2015-2016
Jusqu’à la fin de la saison 2015-2016, la structure était la suivante. Pour chaque division, son nom officiel, son nom de sponsoring (qui diffère souvent radicalement de son nom officiel) et le nombre de clubs sont donnés. Le(s) vainqueur(s) de chaque division promu dans la ou les divisions directement au-dessus d’eux et relégué(s) à la (les) division(s) qui se trouvent directement en dessous d’eux.
| Niveau | Ligue(s) / Division(s) | Ligue(s) / Division(s) | Ligue(s) / Division(s) | Ligue(s) / Division(s) | Ligue(s) / Division(s) | Ligue(s) / Division(s) | Ligue(s) / Division(s) | Ligue(s) / Division(s) | Ligue(s) / Division(s) | Ligue(s) / Division(s) | Ligue(s) / Division(s) | Ligue(s) / Division(s) |
| ------ | --- | --- | --- | --- | --- | --- | --- | --- | --- | --- | --- | --- |
| 1      | Première division (Jupiler Pro League) 16 clubs | Première division (Jupiler Pro League) 16 clubs | Première division (Jupiler Pro League) 16 clubs | Première division (Jupiler Pro League) 16 clubs | Première division (Jupiler Pro League) 16 clubs | Première division (Jupiler Pro League) 16 clubs | Première division (Jupiler Pro League) 16 clubs | Première division (Jupiler Pro League) 16 clubs | Première division (Jupiler Pro League) 16 clubs | Première division (Jupiler Pro League) 16 clubs | Première division (Jupiler Pro League) 16 clubs | Première division (Jupiler Pro League) 16 clubs |
| 2      | Deuxième division (Belgacom League) 18 clubs | Deuxième division (Belgacom League) 18 clubs | Deuxième division (Belgacom League) 18 clubs | Deuxième division (Belgacom League) 18 clubs | Deuxième division (Belgacom League) 18 clubs | Deuxième division (Belgacom League) 18 clubs | Deuxième division (Belgacom League) 18 clubs | Deuxième division (Belgacom League) 18 clubs | Deuxième division (Belgacom League) 18 clubs | Deuxième division (Belgacom League) 18 clubs | Deuxième division (Belgacom League) 18 clubs | Deuxième division (Belgacom League) 18 clubs |
| 3      | Troisième division (Ligue nationale) 36 clubs divisés en 2 séries de 18 | Troisième division (Ligue nationale) 36 clubs divisés en 2 séries de 18 | Troisième division (Ligue nationale) 36 clubs divisés en 2 séries de 18 | Troisième division (Ligue nationale) 36 clubs divisés en 2 séries de 18 | Troisième division (Ligue nationale) 36 clubs divisés en 2 séries de 18 | Troisième division (Ligue nationale) 36 clubs divisés en 2 séries de 18 | Troisième division (Ligue nationale) 36 clubs divisés en 2 séries de 18 | Troisième division (Ligue nationale) 36 clubs divisés en 2 séries de 18 | Troisième division (Ligue nationale) 36 clubs divisés en 2 séries de 18 | Troisième division (Ligue nationale) 36 clubs divisés en 2 séries de 18 | Troisième division (Ligue nationale) 36 clubs divisés en 2 séries de 18 | Troisième division (Ligue nationale) 36 clubs divisés en 2 séries de 18 |
| 4      | Quatrième division (Ligue nationale) 64 clubs divisés en 4 séries de 16 | Quatrième division (Ligue nationale) 64 clubs divisés en 4 séries de 16 | Quatrième division (Ligue nationale) 64 clubs divisés en 4 séries de 16 | Quatrième division (Ligue nationale) 64 clubs divisés en 4 séries de 16 | Quatrième division (Ligue nationale) 64 clubs divisés en 4 séries de 16 | Quatrième division (Ligue nationale) 64 clubs divisés en 4 séries de 16 | Quatrième division (Ligue nationale) 64 clubs divisés en 4 séries de 16 | Quatrième division (Ligue nationale) 64 clubs divisés en 4 séries de 16 | Quatrième division (Ligue nationale) 64 clubs divisés en 4 séries de 16 | Quatrième division (Ligue nationale) 64 clubs divisés en 4 séries de 16 | Quatrième division (Ligue nationale) 64 clubs divisés en 4 séries de 16 | Quatrième division (Ligue nationale) 64 clubs divisés en 4 séries de 16 |
| 5      | Provinciale Flandre-Occidentale 16 clubs Provinciale Flandre-Orientale 16 clubs Provinciale Anvers 16 clubs Provinciale Limbourg 16 clubs Provinciale Brabant 16 clubs Provinciale Hainaut 16 clubs Provinciale Namur 16 clubs Provinciale Luxembourg 16 clubs Provinciale Liège 16 clubs (Toutes les divisions fonctionnent en parallèle) | Provinciale Flandre-Occidentale 16 clubs Provinciale Flandre-Orientale 16 clubs Provinciale Anvers 16 clubs Provinciale Limbourg 16 clubs Provinciale Brabant 16 clubs Provinciale Hainaut 16 clubs Provinciale Namur 16 clubs Provinciale Luxembourg 16 clubs Provinciale Liège 16 clubs (Toutes les divisions fonctionnent en parallèle) | Provinciale Flandre-Occidentale 16 clubs Provinciale Flandre-Orientale 16 clubs Provinciale Anvers 16 clubs Provinciale Limbourg 16 clubs Provinciale Brabant 16 clubs Provinciale Hainaut 16 clubs Provinciale Namur 16 clubs Provinciale Luxembourg 16 clubs Provinciale Liège 16 clubs (Toutes les divisions fonctionnent en parallèle) | Provinciale Flandre-Occidentale 16 clubs Provinciale Flandre-Orientale 16 clubs Provinciale Anvers 16 clubs Provinciale Limbourg 16 clubs Provinciale Brabant 16 clubs Provinciale Hainaut 16 clubs Provinciale Namur 16 clubs Provinciale Luxembourg 16 clubs Provinciale Liège 16 clubs (Toutes les divisions fonctionnent en parallèle) | Provinciale Flandre-Occidentale 16 clubs Provinciale Flandre-Orientale 16 clubs Provinciale Anvers 16 clubs Provinciale Limbourg 16 clubs Provinciale Brabant 16 clubs Provinciale Hainaut 16 clubs Provinciale Namur 16 clubs Provinciale Luxembourg 16 clubs Provinciale Liège 16 clubs (Toutes les divisions fonctionnent en parallèle) | Provinciale Flandre-Occidentale 16 clubs Provinciale Flandre-Orientale 16 clubs Provinciale Anvers 16 clubs Provinciale Limbourg 16 clubs Provinciale Brabant 16 clubs Provinciale Hainaut 16 clubs Provinciale Namur 16 clubs Provinciale Luxembourg 16 clubs Provinciale Liège 16 clubs (Toutes les divisions fonctionnent en parallèle) | Provinciale Flandre-Occidentale 16 clubs Provinciale Flandre-Orientale 16 clubs Provinciale Anvers 16 clubs Provinciale Limbourg 16 clubs Provinciale Brabant 16 clubs Provinciale Hainaut 16 clubs Provinciale Namur 16 clubs Provinciale Luxembourg 16 clubs Provinciale Liège 16 clubs (Toutes les divisions fonctionnent en parallèle) | Provinciale Flandre-Occidentale 16 clubs Provinciale Flandre-Orientale 16 clubs Provinciale Anvers 16 clubs Provinciale Limbourg 16 clubs Provinciale Brabant 16 clubs Provinciale Hainaut 16 clubs Provinciale Namur 16 clubs Provinciale Luxembourg 16 clubs Provinciale Liège 16 clubs (Toutes les divisions fonctionnent en parallèle) | Provinciale Flandre-Occidentale 16 clubs Provinciale Flandre-Orientale 16 clubs Provinciale Anvers 16 clubs Provinciale Limbourg 16 clubs Provinciale Brabant 16 clubs Provinciale Hainaut 16 clubs Provinciale Namur 16 clubs Provinciale Luxembourg 16 clubs Provinciale Liège 16 clubs (Toutes les divisions fonctionnent en parallèle) | Provinciale Flandre-Occidentale 16 clubs Provinciale Flandre-Orientale 16 clubs Provinciale Anvers 16 clubs Provinciale Limbourg 16 clubs Provinciale Brabant 16 clubs Provinciale Hainaut 16 clubs Provinciale Namur 16 clubs Provinciale Luxembourg 16 clubs Provinciale Liège 16 clubs (Toutes les divisions fonctionnent en parallèle) | Provinciale Flandre-Occidentale 16 clubs Provinciale Flandre-Orientale 16 clubs Provinciale Anvers 16 clubs Provinciale Limbourg 16 clubs Provinciale Brabant 16 clubs Provinciale Hainaut 16 clubs Provinciale Namur 16 clubs Provinciale Luxembourg 16 clubs Provinciale Liège 16 clubs (Toutes les divisions fonctionnent en parallèle) | Provinciale Flandre-Occidentale 16 clubs Provinciale Flandre-Orientale 16 clubs Provinciale Anvers 16 clubs Provinciale Limbourg 16 clubs Provinciale Brabant 16 clubs Provinciale Hainaut 16 clubs Provinciale Namur 16 clubs Provinciale Luxembourg 16 clubs Provinciale Liège 16 clubs (Toutes les divisions fonctionnent en parallèle) |

### Ligne du temps
La chronologie ci-dessous répertorie l’évolution des niveaux et des ligues masculines liés à la FA belge depuis 1895. Les ligues provinciales s’étendent souvent sur plusieurs niveaux selon la province.

## Structure féminine
De 2012-2013 à 2014-2015, les meilleures équipes ont joué dans la BeNe Ligue, une ligue commune avec des clubs des Pays-Bas. La Super League a été créée en 2015.
| Level | League(s)/Division(s)                                                   | League(s)/Division(s)                                                   | League(s)/Division(s)                                                   | League(s)/Division(s)                                                   | League(s)/Division(s)                                                   | League(s)/Division(s)                                                   | League(s)/Division(s)                                                   | League(s)/Division(s)                                                   | League(s)/Division(s)                                                   | League(s)/Division(s)                                                   | League(s)/Division(s)                                                   | League(s)/Division(s)                                                   |
| ----- | ----------------------------------------------------------------------- | ----------------------------------------------------------------------- | ----------------------------------------------------------------------- | ----------------------------------------------------------------------- | ----------------------------------------------------------------------- | ----------------------------------------------------------------------- | ----------------------------------------------------------------------- | ----------------------------------------------------------------------- | ----------------------------------------------------------------------- | ----------------------------------------------------------------------- | ----------------------------------------------------------------------- | ----------------------------------------------------------------------- |
| 1     | Super League 8 clubs                                                    | Super League 8 clubs                                                    | Super League 8 clubs                                                    | Super League 8 clubs                                                    | Super League 8 clubs                                                    | Super League 8 clubs                                                    | Super League 8 clubs                                                    | Super League 8 clubs                                                    | Super League 8 clubs                                                    | Super League 8 clubs                                                    | Super League 8 clubs                                                    | Super League 8 clubs                                                    |
| 2     | Première division 14 clubs                                              | Première division 14 clubs                                              | Première division 14 clubs                                              | Première division 14 clubs                                              | Première division 14 clubs                                              | Première division 14 clubs                                              | Première division 14 clubs                                              | Première division 14 clubs                                              | Première division 14 clubs                                              | Première division 14 clubs                                              | Première division 14 clubs                                              | Première division 14 clubs                                              |
| 3     | Deuxième division (Ligue régionale) 14 clubs                            | Deuxième division (Ligue régionale) 14 clubs                            | Deuxième division (Ligue régionale) 14 clubs                            | Deuxième division (Ligue régionale) 14 clubs                            | Deuxième division (Ligue régionale) 14 clubs                            | Deuxième division (Ligue régionale) 14 clubs                            | Deuxième division (Ligue régionale) 14 clubs                            | Deuxième division (Ligue régionale) 14 clubs                            | Deuxième division (Ligue régionale) 14 clubs                            | Deuxième division (Ligue régionale) 14 clubs                            | Deuxième division (Ligue régionale) 14 clubs                            | Deuxième division (Ligue régionale) 14 clubs                            |
| 4     | Troisième division (Ligue nationale) 28 clubs divided in 2 series of 14 | Troisième division (Ligue nationale) 28 clubs divided in 2 series of 14 | Troisième division (Ligue nationale) 28 clubs divided in 2 series of 14 | Troisième division (Ligue nationale) 28 clubs divided in 2 series of 14 | Troisième division (Ligue nationale) 28 clubs divided in 2 series of 14 | Troisième division (Ligue nationale) 28 clubs divided in 2 series of 14 | Troisième division (Ligue nationale) 28 clubs divided in 2 series of 14 | Troisième division (Ligue nationale) 28 clubs divided in 2 series of 14 | Troisième division (Ligue nationale) 28 clubs divided in 2 series of 14 | Troisième division (Ligue nationale) 28 clubs divided in 2 series of 14 | Troisième division (Ligue nationale) 28 clubs divided in 2 series of 14 | Troisième division (Ligue nationale) 28 clubs divided in 2 series of 14 |
| 5+    | Ligues provinciales                                                     | Ligues provinciales                                                     | Ligues provinciales                                                     | Ligues provinciales                                                     | Ligues provinciales                                                     | Ligues provinciales                                                     | Ligues provinciales                                                     | Ligues provinciales                                                     | Ligues provinciales                                                     | Ligues provinciales                                                     | Ligues provinciales                                                     | Ligues provinciales                                                     |